# Lladó
Lladó (en catalán: Lledó d'Empordà) es un municipio español de la provincia de Gerona, comunidad autónoma de Cataluña. Está situado en la comarca del Alto Ampurdán. Cuenta con una población de 829 habitantes (INE 2024).

## Entidades de población
- Lladó
- Llavanera
- El Manol
- El Pujol

## Historia
Documentada desde el año 977, cuando el conde obispo Miró II de Besalú, donó unas tierras del término Lucduno al monasterio de San Pedro de Besalú. En su término se han encontrado restos de la época romana, de fragmentos cerámicos y restos de villas.
La población está situada a la izquierda del río Manol. Su núcleo antiguo está formado por calles estrechas con casas típicas de piedra. Tiene una gran plaza mayor, en un lado de esta plaza se encuentra la antigua canónica agustiniana de Santa María de Lladó, de estilo románico del siglo XII. Algunas de cuyas dependencias del monasterio han pasado a formar parte del ayuntamiento y otras, de casas particulares.

## Demografía
Lladó cuenta con una población de 829 habitantes (INE 2024).
| Gráfica de evolución demográfica de Lladó entre 1842 y 2021                                                         |
| |
| Población de derecho según los censos de población del INE Población de hecho según los censos de población del INE |

## Lugares de interés
- Iglesia parroquial de Santa María de Lladó (siglo XII).
- Iglesia de Sant Feliu. Antigua iglesia parroquial hasta el año 1929. El edificio actual está reconstruido en el siglo XVIII, sobre uno anterior del siglo XI.